# Der Tränenmacher
Der Tränenmacher (Originaltitel: Fabbricante di lacrime) ist ein italienisches Filmdrama von Alessandro Genovesi aus dem Jahr 2024. Der Film basiert auf dem Roman The Tearsmith von Erin Doom.
Der Film wurde am 4. April 2024 weltweit auf dem Video-on-Demand-Portal Netflix veröffentlicht.

## Handlung
Nica Dover verbrachte ihr Leben lang in dem düsteren „Sunnycreek“-Waisenhaus, in dem sie allerlei Erniedrigungen über sich ergehen lassen musste. Nun soll sie von dem wohlhabenden Ehepaar Milligan adoptiert werden. Zu ihrem Entsetzen muss sie feststellen, dass auch der gleichaltrige Rigel Wilde von den Milligans aufgenommen wird. Rigel ist hochintelligent, musikalisch begabt und äußerst attraktiv,  hat aber Nica während ihren Misshandlungen im Heim schon von Kinde her immer die Hand gehalten, da die Heimleiterin in Rigel ihren Sohn sah und ihm im Gegensatz zu den anderen nicht misshandelt hat. In ihrem neuen Zuhause können die beiden kaum aus dem Weg gehen und obwohl Rigels dunkle Seite immer wieder aufflammt, kommen er und Nica sich langsam näher.

## Produktion
Der Roman The Tearsmith von Erin Doom erschien 2021 im Verlag Magazzini Salani und wurde zum meistverkauften Roman des Jahres 2022 in Italien. Nach seinem Erfolg erwarb Colorado Film Mitte 2022 die Rechte für eine Verfilmung. Im September desselben Jahres wurde bekannt gegeben, dass Alessandro Genovesi Regie führen und zusammen mit Eleonora Fiorini das Drehbuch schreiben würde. Im selben Zug wurden Caterina Ferioli und der Sänger Biondo, der unter seinem bürgerlichen Namen Simone Baldasseroni geführt wird, die Hauptrollen übernehmen werden. Die Dreharbeiten fanden zwischen Februar und Juni 2023 in Rom, Pescara und Ravenna statt. Im September 2023 erwarb Netflix die Vertriebsrechte an dem Film.

## Synchronisation
Die deutsche Synchronisation entstand unter dem Dialogbuch von Madelaine Schulze und der Dialogregie von Ozan Ünal durch die VSI Synchron GmbH in Berlin.
| Rolle           | Darsteller               | Deutsche Sprecher  |
| --------------- | ------------------------ | ------------------ |
| Rigel Wilde     | Simone Baldasseroni      | Finn Posthumus     |
| Nica Dover      | Caterina Ferioli         | Lana Finn Marti    |
| Adeline         | Eco Andriolo             | Léa Mariage        |
| Anna            | Roberta Rovelli          | Ulrike Stürzbecher |
| Asia            | Juju Di Domenico         | Julia Bautz        |
| Lionel          | Alessandro Bedetti       | Tom Ferenc         |
| Margaret        | Sabrina Paravicini       | Martina Treger     |
| Miki            | Sveva Romana Candelletta | Emily Hinze        |
| Norman Milligan | Orlando Cinque           | Marcus Off         |

## Rezeption
Auf dem Rezensionsaggregator Rotten Tomatoes hat Der Tränenmacher eine Zustimmungsrate von 17 % basierend auf 6 Rezensionen mit einer durchschnittlichen Bewertung von 5,5/10. Das Lexikon des internationalen Films gibt einen halben von fünf Sternen und beurteilt den Film als „schwülstige, unfreiwillig komische Teen-Erotikromanze“, bei der die „Figurenzeichnung […] ebenso tumb wie die Handlung [bleibt], die auf irritierend taktlose Weise pubertäre Gefühlswirren vor den Hintergrund eines märchenhaft verbrämten Missbrauch-Szenarios projiziert.“